# ألفرد ليند
ألفرد ليند (بالدنماركية: Alfred Lind)‏ هو كاتب سيناريو ومصور سينمائي ومخرج دنماركي، ولد في 27 مارس 1899 في هيليسينكور في الدنمارك، وتوفي في 29 أبريل 1959 في كوبنهاغن في الدنمارك.

## وصلات خارجية
- ألفرد ليند على موقع IMDb (الإنجليزية)
- ألفرد ليند على موقع ألو سيني (الفرنسية)
- ألفرد ليند على موقع أول موفي (الإنجليزية)
- ألفرد ليند على موقع قاعدة بيانات الأفلام السويدية (السويدية)
- ألفرد ليند على موقع قاعدة بيانات الفيلم (الإنجليزية)
- ألفرد ليند على موقع كينوبويسك (الروسية)